# Elaphria deliriosa
Elaphria deliriosa är en fjärilsart som beskrevs av Walker 1857. Elaphria deliriosa ingår i släktet Elaphria och familjen nattflyn. Inga underarter finns listade i Catalogue of Life.